# 台湾别样海源菌
台湾别样海源菌（学名：Aliidiomarina taiwanensis）是别样海源菌属的下属物种。此物种是一种革兰氏阴性、异养、好氧、运动性、不形成孢子、过氧化氢酶阳性、氧化酶阳性且嗜温的直或微弯曲的杆状细菌。此物种用单极鞭毛运动。此物种最早从台湾新北市鼻头港浅海区收集的海水样本中分离出来。